# Hiroshi Tada
Hiroshi Tada (多田 宏, ただ ひろし, Tada Hiroshi) (né le 13 décembre 1929) est un maître d'aïkido 9e dan Aïkikaï,,.
Né à Tokyo, Japon, Tada débuta son étude des Budo par le style de tir à l'arc familial, le Heki-Ryu Chikurin-ha Ban-pa, avec son père. Il apprit le sabre à l’école primaire, puis fut membre du club de karaté de l'université Waseda sous la direction de Gichin Funakoshi avant de débuter l’étude l'aïkido au Aikikai Hombu Dojo sous la direction de Morihei Ueshiba en mars 1950. Il fut envoyé comme délégué à Rome, Italie en 1964 où il ouvrit le Dojo Central en 1966. Il retourna au Japon en 1973 pour reprendre un poste d'enseignant au Aikikai Hombu Dojo.
Pour compléter l'entraînement en aïkido, il développa un système de respiration et de méditation qu'il nomma ki no renma  (気の錬磨 "développement du ki"),.